# Lelaps striatus
Lelaps striatus är en stekelart som beskrevs av Yoshimoto 1977. Lelaps striatus ingår i släktet Lelaps och familjen puppglanssteklar. Inga underarter finns listade i Catalogue of Life.